# Воробьёв, Сергей Иванович
Серге́й Ива́нович Воробьёв (род. 6 марта 1955, Ижевск) — советский и российский биофизик, доктор биологических наук, профессор, лауреат премии Правительства РФ в области науки и техники, один из создателей первого отечественного синтетического кровезаменителя (гемокорректора) с газотранспортной функцией Перфторан (1979—1997 гг.), действительный член Российской академии естественных наук. В 1996 г. Воробьёв С. И. с соавт. впервые в мире зарегестрировал и внедрил перфторуглеродный кровезаменитель Перфторан в клиническую практику. В СМИ кровезаменитель Перфторан также известен как «голубая кровь» или «искусственная кровь».

## Биография
- В 1972 г. после окончания средней школы трудовую деятельность начал в Концерне «Калашников» (Механический завод), проходил обучение в Ижевском авиационном центре, с 1973 г. служба в армии в Военно-воздушных силах, пилот вертолёта, офицер запаса.
- С 1976—1981 гг. учёба в Удмуртском государственном университете на биолого-химическом факультете кафедра физиологии и анатомии человека и животных.
- В 1981 г. распределён в Институт биофизики АН СССР (директор Г. Р. Иваницкий) в Лабораторию медицинской биофизики и биохимии (зав. Ф. Ф. Белоярцев) Пущинского научного центра АН СССР, где с 1979 г. занимался научной работой[10], будучи студентом-дипломником[11].
- С 1981—1999 гг. научная деятельность в Институте теоретической и экспериментальной биофизики Российской академии наук в Лаборатории медицинской биофизики и биохимии до ведущего научного сотрудника Лаборатории механизмов организации биоструктур.[12]
- В 1981—1986 гг. участвовал в выполнении Государственной комплексной целевой научно-технической программы 0.Ц.042. «Создание и выпуск нового класса газопереносящих сред на основе перфторуглеродов» (создание «искусственной крови») в Институте биофизики АН СССР.
- В 1990 г. защитил кандидатскую диссертацию по созданию и использованию перфторуглеродной среды для противоишемической защиты изолированного сердца.
- В 1994 г. защитил докторскую диссертацию по созданию и использованию субмикронных перфторуглеродных кровезамещающих эмульсий в биологии и медицине.
- В 1991 г. организовал в Институте теоретической и экспериментальной биофизики РАН совместно с научно-исследовательскими и военно-клиническими организациями и практически руководил (в должности вице-президента) до 1997 г. Научно-производственной компанией «Перфторан», выпускающей первый отечественный перфторуглеродный кровезаменитель Перфторан.
- С 1998 г. основатель и руководитель Научно-исследовательской лаборатории биологического и физико-химического изучения перфторорганических соединений — ПФОС Ltd., реорганизованной в 2002 и 2008 г.[13], разработавшей новый перфторуглеродный кровезаменитель Фторэмульсия III[14].
- С 2004—2012 гг. преподавательская и научная деятельность в Московском государственном университете тонких химических технологий им. М. В. Ломоносова (Московский технологический университет), профессор кафедры коллоидной химии, руководитель Лаборатории перфторуглеродных эмульсий.
- С 2012 г. по н.в. преподавательская и научная деятельность в Первом Московском государственном университете им. И. М. Сеченова (Сеченовский университет), профессор кафедры патофизиологии.[15]
- С 2000—2015 гг. являлся членом Диссертационного совета Московского государственного университета тонких химических технологий им. М. В. Ломоносова; входил в состав Экспертного совета при Комитете Государственной Думы РФ по образованию и науке; являлся членом Бюро Отделения физико-химической биологии и инновации Российской академии естественных наук. Преподавал и читал лекции в Пущинском государственном университете, Московском государственном университете им. М. В. Ломоносова.

## Направления научной деятельности
- Медицинская биофизика, молекулярная и клеточная биология, био- и нанотехнологии, фторорганические и органические соединения и их эмульсии, перфторуглеродные кровезаменители и гемокорректоры, модификация углеводородов.
- С 1981—1997 гг. участвовал в разработке и создании синтетического перфторуглеродного кровезамещающего препарата Перфторан. Гемокорректор был разработан группами советских и российских учёных, основные работы велись в Институте биофизики АН СССР и продолжились в Институте теоретической и экспериментальной биофизики РАН:
  - с 1979 по 1985 гг. — под руководством Ф. Ф. Белоярцева и Г. Р. Иваницкого[16];
  - с 1986 по 1997 гг. — под руководством С. И. Воробьёва[17].
- С 1981—1999 гг. С. И. Воробьёв, как один из основных разработчиков перфторуглеродного кровезамещающего препарата Перфторан, внёс основополагающий вклад в создание и развитие синтетических перфторуглеродных препаратов и кровезамещающих эмульсий в России[17][18]. Им создана наукоёмкая технология получения наноразмерных, монодисперсных, устойчивых, стабилизированных синтетическими поверхностно-активными веществами перфторуглеродных эмульсий[19][20], в том числе с рентгеноконтрастными свойствами[21] и пониженным комплементактивирующим действием (низким количеством побочных реакций)[22].
- В 1986—1987 гг. С. И. Воробьёвым впервые организовано и запущено в эксплуатацию уникальное отечественное пилотное производство — корпус «искусственной крови» в Институте биофизики АН СССР для выпуска перфторуглеродных кровезамещающих эмульсий типа Перфторан, Перфузоль, Фторэм и др.[23], до 2015 года успешно выпускавшее /производство/ препарат Перфторан примерно от 3 до 5 тонн/год.
- С 1986—1991 гг. инициатор проведения повторной подготовки препарата Перфторана к клиническим исследованиям[17]. После первой в 1979—1985 гг. неудачной попытки внедрения препарата Перфторан в клиническую практику[16][24], С. И. Воробьёвым изменена частично рецептура препарата и технология получения, подготовлены и доработаны все требуемые и нормативные документы для Фармакологического и Фармакопейного комитета МЗ РФ[23]. В 1987 г. представлены расширенные исследования по отсутствию канцерогенного действия у препарата Перфторан. На основании проведённых С. И. Воробьёвым научно-практических и организационных мероприятий:
  - в 1993—1994 гг. получено разрешение Фармакологического комитета МЗ РФ на клинические исследования Перфторана, которые успешно были проведены[17];
  - в 1995—1996 гг. утверждены Фармакопейным комитетом МЗ РФ Временная Фармакопейная статья на препарат Перфторан и Опытно-промышленный регламент на производство[17];
  - в 1996—1997 гг. получены разрешение Минздрава РФ на клиническое применение препарата Перфторан, регистрационное удостоверение и лицензия на производство и реализацию[17].
- С 1981—1986 гг. соавтор и разработчик перфторуглеродного кардиоплегического препарата Фторэм для противоишемической защиты сердца[25].
- С 1981—1990 гг. соавтор и разработчик перфторуглеродного препарата Перфузоль для длительной перфузионной консервации изолированного сердца. На препарате Перфузоль С. И. Воробьёвым проведена успешная серия экспериментов по суточной консервации изолированного сердца с дальнейшей трансплантацией[25][26].
- С 1993—1996 гг. автор и разработчик нового модифицированного перфторуглеродного кровезамещающего препарата с рентгеноконтрастным действием ВИММ-РК[27].
- С 1999—2001 гг. автор и разработчик модифицированного перфторуглеродного кровезамещающего препарата Фторэмульсия III (прежнее название Перфторан-плюс, Фторан) новой генерации, в 1999 г. получено разрешение Фармакологического комитета МЗ РФ на клинические исследования препарата, в 1999—2000 гг. успешно проведена I фаза клинических испытаний[14][17][28].
- С 1999—2012 гг. автор и разработчик новой группы перфторуглеродных кровезамещающих препаратов наноразмерного уровня — серии ФТОРАНы, в том числе в 2006 г. для парентерального питания препарат с энергетическими и газотранспортными функциями ФТОРАН-Липид[29][30].
- С 2004—2016 гг. инициатор исследований по воздействию механодеструкции на модификацию углеводородного сырья (нефти). С. И. Воробьёвым разработана и испытана в г. Сургуте полупромышленная установка для модификации и переработки жидкого углеводородного сырья с помощью механодеструкции[31].
- С. И. Воробьёвым сформулировано физико-химическое определение перфторуглеродным кровезамещающим препаратам типа Перфторан и его аналогам (Фторэмульсия III[14] и Фторан[32] и др.) — это концентрированные эмульсии на основе бинарной смеси перфтордекалина и перфторметилциклогексилпиперидина, являющиеся сложной многофазной коллоидной структурой, применяемой в медико-биологической области в качестве полифункциональных средств, в частности, как газотранспортные заменители донорской крови для возмещения кровопотери. Перфторуглеродные кровезамещающие эмульсии — это прямые, газопереносящие, высоко- и свободно-дисперсные, гетерогенные, термодинамически неустойчивые лиофобные коллоидные системы, обладающие избыточной свободной поверхностной энергией и огромной площадью газообмена (сорбционно активной поверхностью раздела фаз), в которых дисперсная фаза нерастворимых наноразмерных химически инертных перфторуглеродных частиц покрыта адсорбционно-сольватным слоем поверхностно-активного вещества и сохраняет (дисперсная фаза) агрегативную и седиментационную устойчивость при низких температурах в дисперсионной структурированной среде[33][34]
- Одним из достижений в научной деятельности С. И. Воробьёва является: обоснование применения нанодисперсных перфторуглеродных сред в качестве синтетических газотранспортных кровезамещающих эмульсий и лекарственных препаратов полифункционального спектра действия; разработка, создание и внедрение в медицинскую практику перфторуглеродных кровезамещающих препаратов, предназначенных для частичной замены донорской крови; разработка наукоёмких критических технологии получения стабильных дисперсных гетерогенных наносистем на основе фторорганических и органических соединений для медико-биологической области.

## Направления общественной деятельности
- С 1991—2017 гг. занимался исследованием политических репрессий в Прикамье (Воробьёв С. И. родился в русской семье репрессированных, в дальнейшем реабилитированных[35][36] в посёлке Лынга, где размещалась бывшая 147 колония ГУЛАГ в 70 км севернее г. Ижевска), автор очерка и выступлений на общественных форумах о политзаключённых 147-й колонии ГУЛАГ, инициатор общественного движения «Кресты в ГУЛАГе»[37][38].
- С 1997—2017 гг. один из инициаторов исследований места пребывания и явления Годеновского Креста в Ярославской и Ивановской областях в 1997 году, автор первого в России послереволюционного издания 1999 года книги о Годеновском Кресте и других изданий: 2002 г., 2006 г., 2009 г., 2010 г., автор выступлений на общественных форумах «Годеновский Крест»[39][40].
- С 2000—2017 гг. один из инициаторов исследований врачебной деятельности земского врача В. Ф. Войно-Ясенецкого в г. Переславль-Залесском, автор очерка и выступлений на общественных форумах и съездах о святителе Луке (В. Ф. Войно-Ясенецком)[41][42][43].
- С 2005 г. по н.в. основатель и руководитель Благотворительного фонда им. академика И. П. Павлова, участвующего в организации социально-благотворительных, культурно-просветительских и научно-технических программ, воссоздании и реставрации памятников Российской истории, науки, культуры и православия[44].
- С 2006—2007 гг. деятельность Воробьёва С. И. и его фонда по реставрации древнейшего объекта культурного наследия федерального значения XII века Спасо-Преображенского собора в г. Переславль-Залесском.
- С 2005—2015 гг. деятельность Воробьёва С. И. и его фонда по оказании материальной помощи детским домам и учебным заведениям; оказании материальной помощи монастырям и храмам; участие в археологических, реставрационных и изыскательных работах.
- 2007 г. соавтор статьи «Господину Гинзбургу и его единомышленникам» обращение группы российских учёных и военных[45].
- С 2007—2021 гг. деятельность и членство в Исполнительном комитете Общества православных врачей России им. профессора В. Ф. Войно-Ясенецкого (святителя Луки)[46][47].
- С 2008—2014 гг. совместная деятельность Воробьёва С. И. и его фонда с Российским клубом православных меценатов по оказании гуманитарной помощи[48][49].
- 2008-2014 гг. участия Воробьева С.И. и его фонда в закладках и строительстве: храма-часовни во имя Преподобного Сергия Радонежского на месте бывшей 147-й колонии ГУЛАГ в Удмуртии в память о жертвах политических репрессий; храма-часовни во имя иконы Божией Матери «Взыскания погибших» в Тульской области в память о Победе русского оружия в войне 1812-1814 гг. и Христолюбивом воинстве российском; храма во имя святого Иоанна воина во Владикавказе в память о погибших войнах в Великую отечественную войну 1941-1945 гг.
- 2010 г. соавтор статьи деятелей науки и культуры "Обращение к Патриарху Кириллу в связи со скандальной выставкой «Двоесловие/Диалог»[50].
- С 2010—2011 гг. деятельность Воробьёва С. И. и его фонда по оказании гуманитарной помощи жителям республик Южная и Северная Осетия[51][52].
- 2014 г. один из инициаторов исследований неизвестных восстаний Гражданской войны — Гобгуртского восстание в 1920 году в Удмуртии, автор установки Поклонного креста на месте контрреволюционного восстания в Гобгурте в память погибших в годы Гражданской войны (1917—1922 гг.)[53].
- С 2014 г. инициатор совместной деятельности с главой фонда «Справедливая помощь» доктором Лизой (Глинкой) по оказании гуманитарной помощи[54].
- 2014—2018 г. автор выступлений на общественных форумах о долге врача — лейб-медика Царской семьи Евгения Боткина, один из инициаторов в обществе православных врачей с академиком РАН Чучалиным А.Г. канонизации лейб-медика Евгения Боткина (святого страстотерпца праведного Евгения врача)[55][56].
- С 2014—2017 гг. деятельность Воробьёва С. И. и его фонда по возведению храма-часовни во имя пророка Ильи в память о мужественном сопротивлении града Алексин против нашествия в 1472 г. хана Ахмата[57].
- С 2021 г. по н.в. член Правления Московского общества православных врачей РФ имени святого врача страстотерпца Евгения Боткина.
- 2024 г. автор двух томного издания о легендарном профессоре хирурге В.Ф. Войно-Ясенецком - «Святитель Лука (профессор Войно-Ясенецкий В.Ф.) и Земля Русской святости».

## Награды
Государственные и Правительственные награды: 
- 1998 г. Премия Правительства Российской Федерации в области науки и техники за «создание перфторуглеродных сред для управления жизнедеятельностью клеток, органов и организма» (создание "искусственной крови")[58];
- 2024 г. медаль ордена «За заслуги перед Отечественном II степени».

Награды ведомственные (Российской академии естественных наук) и общественных организаций:
- 2000 г. серебряная медаль им. академика И. П. Павлова «За развитие медицины и здравоохранения»;
- 2005 г. серебряная медаль им. академика В. И. Вернадского «За высокие научные достижения и большой вклад в развитие России»;
- 2008 г. серебряная медаль им. И. И. Мечникова «За практический вклад в укреплении здоровья нации»;
- 2010 г. медаль им. Н. И. Вавилова «За вклад в развитие биологии»;
- 2015 г. почётный знак «За заслуги» в развитие науки, образования, экономики и культуры России;
- 2016 г. золотая медаль им. академика В. И. Вернадского «За вклад в развитие РАЕН»;
- 2016 г. медаль «За заслуги в области медицины»;
- 2020 г. серебряная медаль имени И.А. Бунина;
- 2025 г. золотая медаль им. академика В. И. Вернадского «За вклад в развитие РАЕН».

Награды Русской православной церкви:
- 2010 г. архиерейская грамота «В благословение и усердные труды во славу Святой Православной Церкви»;
- 2011 г. юбилейная медаль «1000-летие города Ярославля»;
- 2015 г. медаль им. «Священномученика Амвросия» I степени;
- 2015 г. медаль «Преподобный Сергий Радонежский» I степени;
- 2016 г. медаль «За жертвенные труды» II степени;
- 2017 г. архиерейская грамота «В благословение и усердные труды во благо Белёвской епархии»;
- 2020 г. орден «Святителя ЛУКИ, архиепископа Крымского» III степени;
- 2025 г. орден «Преподобного Сергия Радонежского» III степени.

## Научные сборники и конференции
- Воробьёв С. И., Иваницкий, Г. Р.  и др. Перфторуглеродные эмульсии. Препринт. — Пущино, 1993.
- Иваницкий, Г. Р., Воробьёв С. И. Перфторуглеродные активные среды для медицины и биологии (новые аспекты исследований) Сборник научных трудов. — Пущино, 1993.
- Vorobyev S. I., Ivanitsky G. R. Perfluorocarbon emulsion, stabilised by proxanol. — Pushchino, 1994.
- Иваницкий, Г. Р., Воробьёв С. И. Физико - химические и клинические исследования перфторорганических соединений. Сборник научных трудов. — Пущино, 1994.
- Воробьёв С. И., Иваницкий, Г. Р. Физиологическая активность фторсодержащих соединений (эксперимент и клиника). Сборник научных трудов. — Пущино, 1995.
- Воробьёв С. И., Иваницкий, Г. Р. Перфторорганические соединения в биологии и медицине. Сборник научных трудов. — Пущино, 1997.
- Воробьёв С. И. Перфторан - плазмозаменитель с газотранспортной функцией. Препринт. — Москва, 1997.
- Vorobyev S. I. Perftoran - blood substitute with gas-transporting function. Preprint. — Moscow, 1997.
- Учредительная конференция по организации Межгосударственной научно-исследовательской лаборатории по проблемам применения перфторорганических соединений в медицине и биологии — Пущино, 1992 г.
- VIII Международный симпозиум по изучению перфторуглеродных соединений в медицине и биологии «Perfluorocarbon 94» — Пущино, 1994 г.
- IX Международный симпозиум по изучению перфторуглеродных соединений в медицине и биологии «Perfluorocarbon 96» — Пущино, 1996 г.
- Всеармейская научная конференция «Физиологически активные вещества на основе перфторуглеродов в военной медицине» — Санкт-Петербург, 1997 г.

## Учебно-методические пособия
- Воробьёв С. И. Эмульсии перфторуглеродов физико-химические и биологические свойства // Учебное пособие. — Москва, 2007. — 71 с.
- Воробьёв С. И. Неионогенные поверхностно-активные вещества физико-химические и биологические свойства // Учебное пособие. — Москва, 2007. — 55 с.
- Воробьёв С. И. Получение и свойства высокодисперсных эмульсий // Учебное пособие / С. И. Воробьёв, Г. А. Симакова. — Москва, 2007. — 61 с.
- Воробьёв С. И. Биоколодные аспекты биологических систем. // Учебное пособие. — Москва, 2009. — 79 с.
- Воробьёв С. И. Методическое пособие по применению перфторуглеродных кровезамещающих эмульсий – препаратов с газотранспортными свойствами // Учебно-методическое пособие / С. И. Воробьёв, Е. М. Мохов, А. А. Армасов. — ТМА. — 2010. — 20 с.
- Воробьёв С. И. Перфторан – синтетический кровезаменитель с газотранспортной функцией // Учебное пособие. — Москва, 2012. — 72 с.
- Воробьёв С. И. Перфторуглеродные кровезаменители с газотранспортной функцией // Учебное пособие. — Москва, 2012. — 74 с.
- Воробьёв С. И. Патофизиологические основы применения перфторуглеродных кровезаменителей с газотранспортной функцией // Учебное пособие. — 2013. — 78 с.

## Патенты на изобретения
- Патент на изобретение № RU 2070033 от 1994. Патентообладатель(и): Воробьёв Сергей Иванович
- Патент на изобретение № RU 2122404 от 1997. Патентообладатель(и): Воробьёв Сергей Иванович
- Патент на изобретение № RU 2162692 от 1999. Патентообладатель(и): Воробьёв Сергей Иванович
- Патент на изобретение № RU 2200582 от 2001. Патентообладатель(и): Воробьёв Сергей Иванович
- Патент на изобретение № RU 2200544 от 2001. Патентообладатель(и): Воробьёв Сергей Иванович
- Патент на изобретение № RU 2199311 от 2001. Патентообладатель(и): Воробьёв Сергей Иванович
- Патент на изобретение № RU 2307647 от 2004. Патентообладатель(и): Воробьёв Сергей Иванович
- Патент на изобретение № RU 2308939 от 2004. Патентообладатель(и): Воробьёв Сергей Иванович
- Патент на изобретение № RU 2367415 от 2006. Патентообладатель(и): Воробьёв Сергей Иванович
- Патент на изобретение № RU 2329788 от 2006. Патентообладатель(и): Воробьёв Сергей Иванович
- Патент на изобретение № RU 2415664 от 2009. Патентообладатель(и): Воробьёв Сергей Иванович
- Патент на изобретение № RU 2413503 от 2009. Патентообладатель(и): Воробьёв Сергей Иванович
- Патент на изобретение № RU 2461383 от 2010. Патентообладатель(и): Воробьёв Сергей Иванович
- Патент на изобретение № RU 2518313 от 2012. Патентообладатель(и): Воробьёв Сергей Иванович
- Патент на изобретение № RU 2775474 от 2021. Патентообладатель(и): Воробьёв Сергей Иванович

## Критика
В 1989 году в «Вестнике АН СССР» № 6 вышли: статья "Ещё раз о «голубой крови»,"Заключение межведомственной комиссии" и «Справка для подготовки заключения межведомственной комиссии» по препарату Перфторан. В данных документах утверждалось, что «…препарата кровезаменителя — переносчика кислорода на перфторуглеродной основе, пригодного для клинических испытаний, не существует», «…не существует ни одного доказательного наблюдения, в котором бы чётко прослеживалась лечебная эффективность указанных эмульсий…».
В связи с этим, хотелось бы направить читателей на страницу препарата Перфторан, где приводятся результаты клинического использования препарата Перфторан, не только отечественными клиницистами и врачами, но и зарубежными специалистами, применяющими препарат вот уже более 20 лет.